# Hillary Wolf
Hillary Wolf Saba (Chicago, 7 de fevereiro de 1977) é uma atriz e judoca olímpica estadunidense.
Campeã Mundial Júnior em 1994, ela competiu pela equipe norte-americana nos Jogos Olímpicos de 1996, em Atlanta, e de 2000, em Sydney.

## Conquistas
Como atleta, Hillary Wolf obteve as conquistas abaixo.
| Campeonato Panamericano de Judô | Campeonato Panamericano de Judô | Campeonato Panamericano de Judô | Campeonato Panamericano de Judô |
| Ano                             | Sede                            | Medalha                         | Categoria                       |
| ------------------------------- | ------------------------------- | ------------------------------- | ------------------------------- |
| 1994                            | Santiago de Chile               | Prata                           | –48 kg                          |
| 1996                            | San Juan                        | Prata                           | –48 kg                          |
| 1997                            | Guadalajara                     | Bronze                          | –48 kg                          |
| 1999                            | Montevideo                      | Ouro                            | –52 kg                          |

## Filmografia
Hillary Wolf teve participação nas seguintes produções, sendo estas filmes, programas ou seriados para a televisão.
| Filmografia de Hillary Wolf | Filmografia de Hillary Wolf          | Filmografia de Hillary Wolf | Filmografia de Hillary Wolf |
| Ano                         | Produção                             | Papel                       | Notas                       |
| --------------------------- | ------------------------------------ | --------------------------- | --------------------------- |
| 1984                        | American Playhouse - 4a temporada    | Lindy Lou Purdy             | Programa de televisão       |
| 1985                        | First Steps                          | Missy (criança de 7 anos)   | Programa de televisão       |
| 1986                        | Help Wanted: Kids                    | Mickey                      | Programa de televisão       |
| 1986                        | Sunday Drive                         | Christine Franklin          | Programa de televisão       |
| 1987                        | I'll Take Manhattan                  | Angelica Cipriani           | Minisérie                   |
| 1987                        | Murder Ordained                      | Holly Anderson              | Seriado                     |
| 1990                        | Waiting for the Light                | Emily                       | Filme                       |
| 1990                        | Esqueceram de Mim                    | Megan McCallister           | Filme                       |
| 1992                        | Big Girls Don't Cry... They Get Even | Laura Chartoff              | Filme                       |
| 1992                        | Esqueceram de Mim 2                  | Megan McCallister           | Filme                       |